# Lilly Goodman
Liliana Goodman Meregildo (Santo Domingo, 19 de diciembre de 1980) más conocida como Lilly Goodman, es una cantante y compositora dominicana de música cristiana. Entre su discografía, se encuentran los álbumes Contigo Dios, Vuelve a casa, Sobreviviré, Sin miedo a nada, La compilación, Amor, favor y gracia y A viva voz.

## Biografía
Los padres de Goodman son dominicanos. Tiene origen de las Islas Vírgenes Británicas por parte de su padre.
Trabajó como maestra de escuela dominical y, posteriormente, fue fundadora y directora del grupo de alabanza de su iglesia. Al mismo tiempo, participaba en diversas actividades locales y de distrito, y en ocasiones participó de algunas grabaciones de sencillos para radio y televisión, dándose a conocer a nivel nacional. A los 17 años, Goodman decide iniciar sus estudios para graduarse de Licenciatura en Farmacias, pero los abandonó para comenzar su carrera musical.
Fue hasta el año 1999, cuando Lilly toma la decisión grabar su primer trabajo discográfico titulado Contigo Dios, lanzado al mercado en el año 2001. Este disco logró destacarse entre creyentes cristianos de Latinoamérica y Estados Unidos. Canciones como «Puede ser», «No importa» e «Iglesia» lograron posicionarse en algunas de las de emisoras y programas cristianos dirigidos al público hispano.
Años más tarde, Goodman pasa a formar parte del sello discográfico Vástago Producciones, empresa que dirige Jesús Adrián Romero, dando como resultado su segundo proyecto musical Vuelve a casa grabado en el año 2003 en El Paso. Con la integración de Lilly al sello y el lanzamiento de su segundo trabajo, la carrera de Lilly fue en crecimiento, su música trascendió de gran forma.
A mediados del 2006, Lilly lanza su producción Sobreviviré bajo la producción de Juan Carlos Rodríguez. En este proyecto regresa a su estilo inicial, R&B, pop y ritmos fusionados sin dejar la balada que la caracteriza. Con este trabajo discográfico, Lilly contrajo más fama en países con diferentes lenguas, como es el caso de Brasil en donde Sobreviviré tuvo gran aceptación, lo cual motivó a Aline Barros reconocida salmista brasileña, a grabar una versión de «Cúbreme» en portugués.
En el año 2007, Lilly Goodman contrae matrimonio con el estadounidense David M. Hegwood. Los cuales tienen dos hijos. Juntos dirigen el ministerio Promesas Producciones.
Dos años más tarde, junto a su esposo y representante, decide producir su proyecto musical Sin miedo a nada bajo su propio sello discográfico Promesas Producciones, lanzado al mercado en diciembre del 2008. 

"Decidí estar presente en el proceso de cada canción para vaciar mi corazón en cada concepto. No quiero que piensen que fui la máster de las composiciones, Juan Carlos es un excelente escritor y por eso trabajo con él, hacemos muy buena combinación y trabajamos muy rápido juntos; he aprendido muchas cosas gracias a él. Lo que quería era que todo el sentir que había en mí se viera reflejado en cada letra. Cada año, mientras vivo, viajo, y canto, acumulo experiencias dentro que me marcan y me hacen pensar".
Lilly Goodman

En sus 12 años de carrera musical, ha estado ante la presencia del presidente George W. Bush en Washington D. C., del presidente Leonel Fernández y la primera dama Margarita Cedeño de Fernández en el palacio de gobierno. Se ha presentado en Auditorio Nacional de la Ciudad de México, en el Teatro Nacional de Santo Domingo —donde fue el concierto de lanzamiento de su disco Vuelve a casa— y en el Auditorio Telmex.
También ha compartido escenario y ha colaborado con: Dr. Franklin Graham, Marcos Witt, Alberto Motessi, Jesús Adrián Romero, Jaci Velásquez, Marcos Vidal y Álex Campos.

## Discografía
| \| Año \| Álbum \| Canciones \| \| ---- \| ----------------- \| ----------------------------------------------------------------------------------------------------------------------------------------------------------------------------------------------------------------------------------------------------------------------------------------------------------------------------------------------------------------------------------------------------------------------------------------------------------------------------------------------------------------------------------------------------------------------------- \| \| 2000 \| Contigo Dios[10] \| - «Puede ser» - «Iglesia» - «Vuelve» - «Dame un poco más» - «Repárame» - «No importa» junto a Juan Carlos Rodríguez de Tercer Cielo - «Adicta» - «Contigo Dios» - «Sola sin ti» - «¡No!» junto a Redimi2 - «Regalo» \| \| 2002 \| Lilly and US[11] \| - «Siempre tú» - «No lo sé» - «Abrigo» junto a Henry Crespo - «Como algodón» junto a Isabelle - «Tu silencio» junto a Isabelle y Marcos Yaroide de Tercer Cielo - «La forma de mi corazón» junto a Isabelle - «No importa» junto a Juan Carlos Rodríguez de Tercer Cielo - «Una milla extra» junto a Jhoan Cantoral - «De tal manera» junto a Redimi2 - «¡No!» junto a Redimi2 - «Al despertar» junto a Jhoan Cantoral - «Me has dado tu amor» junto a The Rappers - «Misterios» junto a Ariel Kelly e Isabelle - «Juan 3:16» junto a Ariel Kelly e Isabelle - «Lugar de paz» \| \| 2003 \| Vuelve a casa[12] \| - «Una vida» - «Te necesito más» - «Con tus ojos» - «Si puedes creer» - «Ven, te necesito» junto a Jesús Adrián Romero - «Vuelve a casa» - «La noticia» - «Si ves a mi amado» - «En la tormenta» - «Sopla el viento» - «Toma mi canción» - «Bienaventurado» - «Cuando me pregunten» - «Cada día del calendario» \| \| 2004 \| Abrigo[13] \| - «Abrigo» - «En tu sangre carmesí» - «Esperaré» - «Juan 3:16» - «Me has dado tu amor» - «No lo sé» - «Lugar de paz» - «De tal manera» - «Una milla extra» \| | Año           | Álbum | Canciones |
| 2006 | Sobreviviré   | - «Mejores tiempos» - «Alma en libertad» - «Si eres mi hermano» - «Dame una palabra» - «Cúbreme» - «Sin dolor» - «Sobreviviré» - «El mismo Dios» - «Descansa» - «Cuéntale» - «Tanto para darte» - «Yo soy real» |           |
| Año | Álbum         | Canciones |           |
| 2000 | Contigo Dios  | - «Puede ser» - «Iglesia» - «Vuelve» - «Dame un poco más» - «Repárame» - «No importa» junto a Juan Carlos Rodríguez de Tercer Cielo - «Adicta» - «Contigo Dios» - «Sola sin ti» - «¡No!» junto a Redimi2 - «Regalo» |           |
| 2002 | Lilly and US  | - «Siempre tú» - «No lo sé» - «Abrigo» junto a Henry Crespo - «Como algodón» junto a Isabelle - «Tu silencio» junto a Isabelle y Marcos Yaroide de Tercer Cielo - «La forma de mi corazón» junto a Isabelle - «No importa» junto a Juan Carlos Rodríguez de Tercer Cielo - «Una milla extra» junto a Jhoan Cantoral - «De tal manera» junto a Redimi2 - «¡No!» junto a Redimi2 - «Al despertar» junto a Jhoan Cantoral - «Me has dado tu amor» junto a The Rappers - «Misterios» junto a Ariel Kelly e Isabelle - «Juan 3:16» junto a Ariel Kelly e Isabelle - «Lugar de paz» |           |
| 2003 | Vuelve a casa | - «Una vida» - «Te necesito más» - «Con tus ojos» - «Si puedes creer» - «Ven, te necesito» junto a Jesús Adrián Romero - «Vuelve a casa» - «La noticia» - «Si ves a mi amado» - «En la tormenta» - «Sopla el viento» - «Toma mi canción» - «Bienaventurado» - «Cuando me pregunten» - «Cada día del calendario» |           |
| 2004 | Abrigo        | - «Abrigo» - «En tu sangre carmesí» - «Esperaré» - «Juan 3:16» - «Me has dado tu amor» - «No lo sé» - «Lugar de paz» - «De tal manera» - «Una milla extra» |           |

|
| 2008 | Sin miedo a nada     | - «Al final - «Ni por un momento» - «Inigualable sensación» - «Tu amor no tiene fin» - «Yo sin ti» - «Sin miedo a nada» - «En momentos así» - «Encontrarte» - «El equipaje» - «Demasiado para creer» - «La fuente eres tú»                                                         |
| 2010 | La compilación       | - «Una vida» - «Adicta» - «Alma en libertad» - «Puede ser» - «No importa» junto a Juan Carlos Rodríguez de Tercer Cielo - «Cúbreme» - «Sin dolor» - «Si puedes creer» - «El mismo Dios» - «Iglesia»                                                                                |
| 2013 | Amor, favor y gracia | - «El Dios que me ve» - «Es tu amor» - «Mi necesidad» - «Nadie me dijo» - «Ve por tu sueño» - «Me amas» junto con Álex Campos - «De aquí a 20 años» - «Solo quedas tú» - «Tu presencia» - «Vive, ríe, vuela» - «Take care of me»                                                   |
| 2018 | A viva voz           | - «Comienza a vivir» - «La fuerza de sus sueños» - «Llévame» - «Guerrero valiente» - «Frágil» - «Te vivo y te respiro» junto a Jesús Adrián Romero - «Destellos de vida» - «En ti me quedo» - «Joy» junto a Funky - «Es mucho más» - «La Autoridad de Tu Nombre»                   |
| 2021 | Cielo                | - «Cielo» - «Canta Sobre Ti, Sobre Mí» - «Cuidas de Mí» - «Aleluya» junto a Eli Soares - «Envuelto en Tu Amor» - «Eres el Dios de lo Imposible» - «Nada Me Falta» - «Adelante de Ti Voy» - «Amor que no se Extingue» - «Nunca Más» - «Vida Nueva» - «Vida Una Vez Más» - «Hosanna» |

|}

## Colaboraciones
- «Sueño de morir (Vivo)» junto con Álex Campos
- «Música por dentro» junto con Tercer Cielo
- «Haz de mí» junto con Josh Urias
- «O la sangre (Vivo)» junto con Gateway Worship
- «Cuanto Mas Te Busco» junto con Gateway Worship. Álbum (El señor Reina) en español.
- «No Hay Palabras» junto con Blest. Álbum (En el lugar Secreto) de Blest.
- «Tu amistad me hace bien» junto con Álex Campos, Jesús Adrián Romero, Marcos Witt, Adriana Bottina, Su Presencia, Lorelei Tarón, DeLuz & Thalles Roberto
- «No lo Has Visto Aún» junto con Danny Gokey. Álbum (No lo Has Visto Aún) de Danny Gokey

## Premios y nominaciones
Dentro de sus premiaciones, Contigo Dios fue galardonado como álbum del año en su país natal, que al principio de su carrera, ganó el más alto galardón en el festival de las islas del Caribe por su excelente interpretación. Su canción «No importa» fue la canción del año en varios países, entre ellos Colombia, en 2002. Fue reconocida como la voz femenina del año 2005 en Premios Nueva Vida en Los Ángeles, California. Fue la primera cantante de música sacra en obtener el galardón a la música cristiana contemporánea en los reconocidos Premios Casandra de República Dominicana en 2006. También en 2009, Costa Rica la declaró como la salmista del año, y que su canción «Al final» de su más reciente álbum fue galardonada como la canción del año 2009 durante los Premios Arpa.
Dentro de sus nominaciones se encuentran: "Artista del año" 2002 en Premios Arpa celebrados en México, música religiosa contemporánea en los Premios Casandra, República Dominicana en el año 2005 y 2006. En el 2005 Vuelve a Casa fue nominado como álbum del año, en Los Premios Nuestra Música en Los Ángeles, CA, compitiendo en la misma categoría con Marcos Witt y Jesús Adrián Romero. La canción «Una vida» fue nominada como canción del año en el 2005 durante los Premios Nueva Vida en Los Ángeles. En el 2005 nominada como artista del año en California. Su álbum Sobreviviré estuvo nominado como álbum del año 2007 en la Ciudad de México. En 2009, fue nominada en los Premios Arpa en 3 categorías: "Artista femenina del año", "Álbum del año" Sin miedo a nada, y canción del año «Al final».
| Año  | Premio/Concurso         | Trabajo              | Categoría                          | Resultado |
| ---- | ----------------------- | -------------------- | ---------------------------------- | --------- |
| —    | En República Dominicana | Contigo Dios         | Álbum del año                      | Ganadora  |
| —    | En Colombia             | «No importa»         | Canción del Año                    | Ganadora  |
| 2002 | Premios Nuestra Música  | Lilly Goodman        | Cantante del año                   | Nominada  |
| 2005 | Premios Nueva Vida      | Lilly Goodman        | Voz femenina del año               | Ganadora  |
| 2005 | Premios Nueva Vida      | «Una vida no me da»  | Canción del año                    | Nominada  |
| 2005 | Premios Nuestra Música  | Vuelve a casa        | Álbum del año                      | Nominada  |
| 2005 | Premios Nuestra Música  | Lilly Goodman        | Artista del año                    | Nominada  |
| 2005 | Premios Casandra        | Lilly Goodman        | Música religiosa contemporánea     | Nominada  |
| 2006 | Premios Casandra        | Lilly Goodman        | Música religiosa contemporánea     | Ganadora  |
| 2007 | Premios Arpa            | Sobreviviré          | Álbum del Año                      | Nominada  |
| 2009 | Premios Arpa            | «Al final»           | Canción del año                    | Ganadora  |
| 2009 | Premios Arpa            | Sin miedo a nada     | Álbum del año                      | Nominada  |
| 2009 | En México               | Sin miedo a nada     | Mejor álbum vocal femenino         | Nominada  |
| 2010 | Christian Music Awards  | Lilly Goodman        | Artista del año                    | Nominada  |
| 2013 | Premios Grammy Latinos  | Amor, favor y gracia | Mejor álbum cristiano (en español) | Nominada  |